# Maitosaari (ö i Kajanaland, Kajana, lat 64,39, long 27,64)
Maitosaari är en ö i Finland. Den ligger i sjön Ule träsk och i kommunen Paldamo i den ekonomiska regionen  Kajana ekonomiska region  och landskapet Kajanaland, i den centrala delen av landet, 500 km norr om huvudstaden Helsingfors. Öns area är 1,7 hektar och dess största längd är 190 meter i nord-sydlig riktning.